# Révolte de Münster

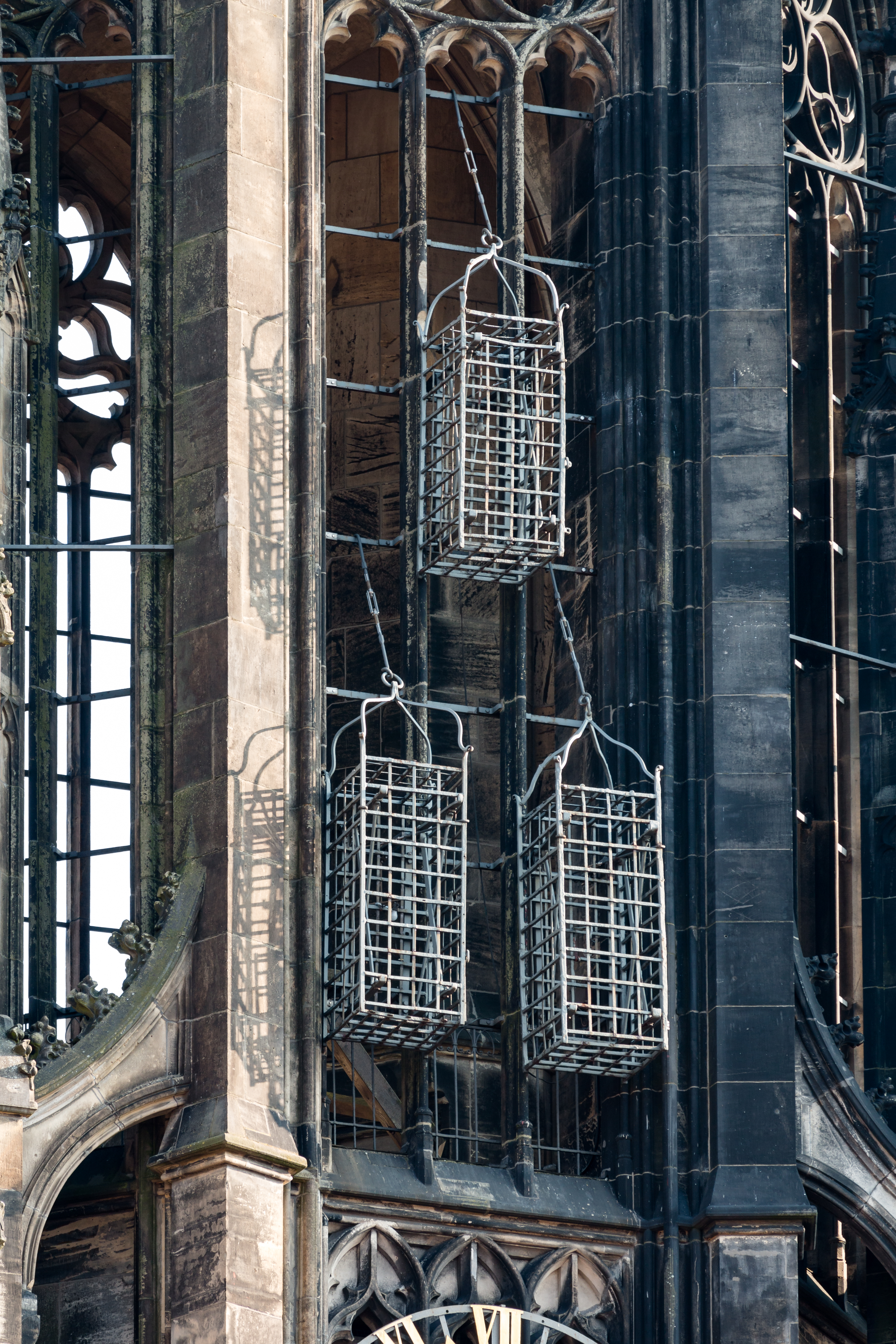
Cages dans lesquelles les cadavres des meneurs de la révolte de Münster furent exposés, accrochées au nouveau clocher de l' (1898).

La révolte de Münster est une tentative des anabaptistes pour établir une théocratie dans la ville allemande de Münster, en Westphalie. L'épisode dura de février 1534 à juin 1535. Sous la conduite de Jean de Leyde, qui prétendait être directement inspiré par des visions divines, la ville fut administrée par la terreur et la polygamie y fut légalisée. La ville fut reprise par les armes par son ancien archevêque en juin 1535 et les meneurs mis à mort.
La révolte de Münster a laissé une image déplorable de l'anabaptisme, bien que cette communauté religieuse se soit dans son immense majorité engagée dans une non-violence absolue. Il a aussi été une source d'inspiration pour de nombreuses œuvres littéraires ou cinématographiques.

## La rébellion

### La situation à Münster vers 1530
Après la guerre des Paysans allemands (1524-1525), qui a surtout touché le sud de l'Allemagne, une deuxième révolte survient plus au nord à Münster, en Westphalie (1532-1535). Münster est sans doute à cette époque la plus riche et la plus influente ville de toute la riche région agricole de Westphalie, siège d'un puissant évêque qui est aussi le suzerain de la ville. La ville a été touchée par la Réforme dès 1531 par l'arrivée du prédicant luthérien Bernt Rothmann. La vive opposition de l'évêque et de ses partisans, qui tentent de l'expulser, le conduit à se radicaliser. À partir de 1532, il devient le chef d'un parti d'opposition ; en 1533, il embrasse l'anabaptisme. Cette adhésion à l'anabaptisme reflète d'une part la recherche d'une adhésion à un christianisme radical, prenant au pied de la lettre le baptême des adultes (seul à être mentionné dans la Bible), mais aussi l'annonce de l'imminence de la fin du monde (ou millénarisme), tout comme la recherche de la perfection morale, mais il reflète aussi la meilleure expression disponible à ce moment des aspirations politiques et sociales de populations lassées de la corruption des élites.
En janvier 1533, le prince-évêque François de Waldeck est obligé d'accorder la liberté de culte dans la ville. Cette décision fait augmenter rapidement la population anabaptiste de Münster, tant les persécutions sont vives partout ailleurs. Parallèlement, de nombreux catholiques et luthériens trouvent plus prudent de quitter Münster, contribuant ainsi au basculement du rapport de force en faveur des anabaptistes.  Fin 1533, le conseil qui réunit des protestants modérés et des catholiques décide d'expulser un nouveau prédicateur anabaptiste, mais celui-ci est aussitôt réintroduit en ville par ses partisans. Impuissant, le conseil se tourne vers la force, mais les mercenaires engagés par François de Waldeck ont été défaits et chassés de la ville en janvier 1534.

### L'arrivée des anabaptistes néerlandais
Simultanément, l'anabaptisme s'était rapidement développé aux Pays-Bas sous l'impulsion de Melchior Hoffman, né en Franconie, qui, converti au luthéranisme puis à l'anabaptisme, s'était lancé au milieu des années 1520 dans une grande tournée pour prêcher la nouvelle foi. Pourchassé, il était arrivé en Hollande, où il avait trouvé un terrain favorable et fait de nombreuses conversions. Ses disciples, les « melchiorites », formaient un groupe particulier parmi les anabaptistes; ils rejetaient le pacifisme des autres anabaptistes et, au contraire, préconisaient la violence pour renverser les dirigeants de la société et la préparer à l'arrivée imminente du Royaume de Dieu. Très durement réprimés aux Pays-Bas, les melchiorites étaient venus nombreux chercher refuge à Münster. 
Leur chef s'appelait Jan Matthijs (également orthographié Matthys, Mathijsz, Matthyssen, Mathyszoon) ; il était secondé par un boulanger de Haarlem et par un tailleur de Leyde, Jan Bockelson ou Beukelszoon, dit Jean de Leyde. 

### La prise de contrôle de Münster par les anabaptistes

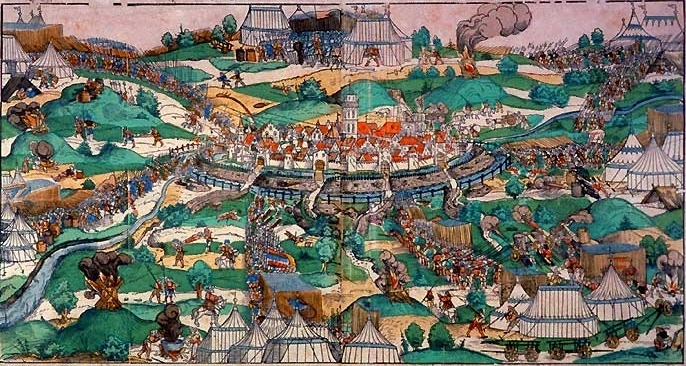
Siège de Münster : l'attaque de la Pentecôte 1534 (gravure de 1535).

Jan Matthijs identifie Münster comme « la nouvelle Jérusalem » dont il est question dans le livre de l'Apocalypse, et le 5 janvier 1534, un certain nombre de ses disciples entre dans la ville et y introduit le baptême des adultes, baptisant notamment le prédicant Rothmann et plus de mille adultes. Des préparatifs énergiques commencent, non seulement pour maintenir ce qui est déjà acquis, mais afin de conquérir le monde à partir de Münster.
La ville est très vite assiégée par le prince-évêque François de Waldeck. En avril 1534, le dimanche de Pâques, Jan Matthijs, qui a prophétisé le jugement de Dieu à venir sur les méchants ce jour-là, fait une sortie avec seulement trente hommes, se croyant un deuxième Gédéon. Coupé du reste de ses partisans, il est tué, sa tête coupée et placée sur un poteau bien en vue des assiégés, et ses organes génitaux cloués sur la porte de la ville. Jean de Leyde est alors intronisé comme son successeur politique et religieux, justifiant son autorité et ses décisions par des visions célestes. Son autorité augmente, au point où il se proclame lui-même le successeur de David et adopte des insignes et des honneurs royaux, et assume le pouvoir absolu dans la « nouvelle Sion ». Il légalise la polygamie, et prend lui-même seize femmes. Cette polygamie lui permet, à lui et à ses principaux sbires, d'épouser de force les veuves de ses opposants décapités. On lui attribue aussi la décapitation publique d'une femme qui aurait refusé ce mariage. La communauté des biens est également établie. Pendant ce temps, la plupart des habitants de Münster meurent de faim en raison des privations causées par un siège qui va se prolonger plus d'un an.

### La fin de la rébellion

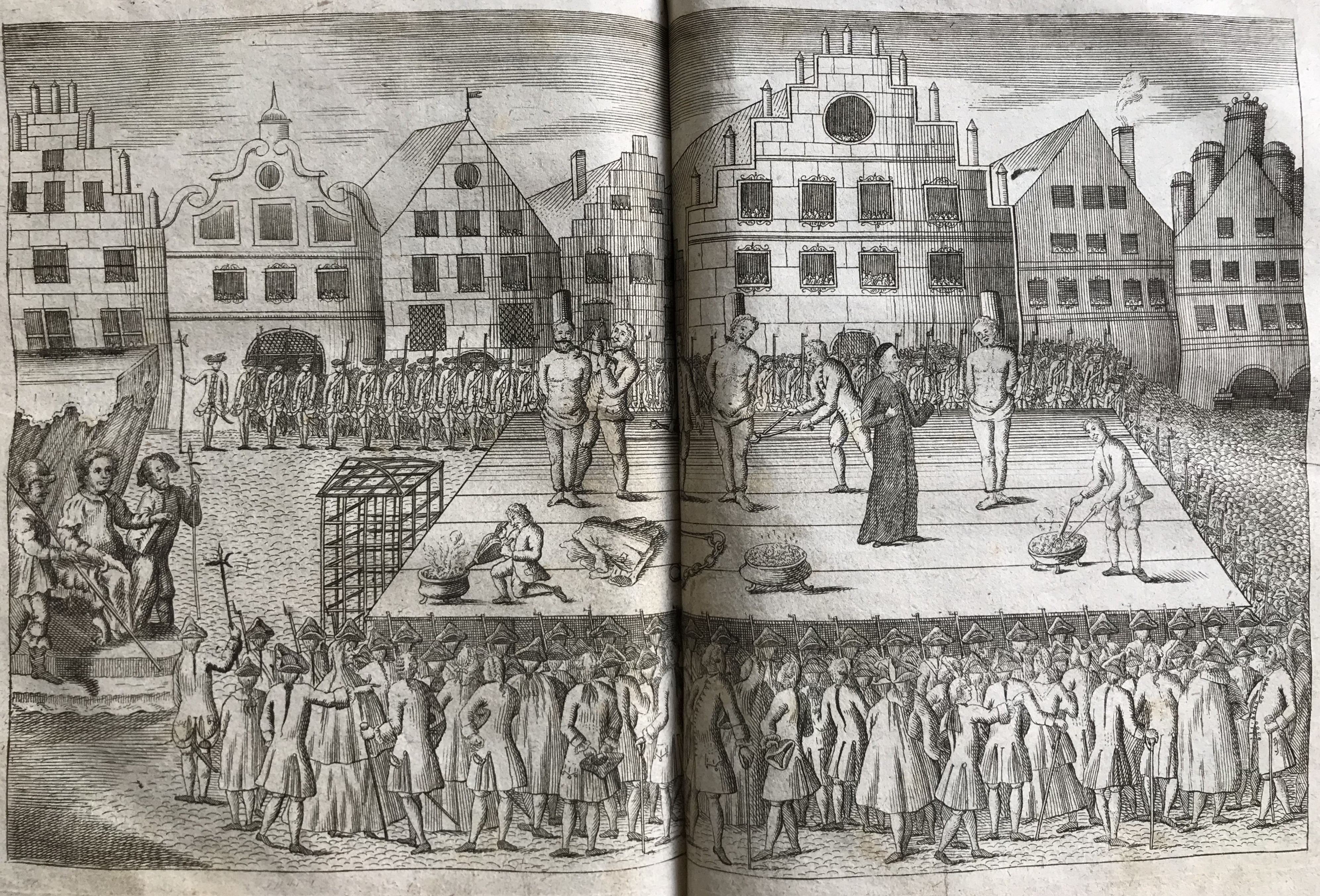
Supplice et exécution des meneurs du mouvement sur le Prinzipalmarkt. Gravure sur cuivre d'Hermann von Kerstenbroich intitulée : « La frénésie des anabaptistes que Münster, la célèbre capitale de Westphalie, réduisit à néant. »

Après une résistance opiniâtre, la ville est reprise le 24 juin 1535 par l'archevêque dont la faible armée a été renforcée par les princes allemands, particulièrement Philippe de Hesse. Le prédicant Bernt Rothman meurt pendant la bataille. En janvier 1536, Jean de Leyde, le drapier Bernhard Knipperdolling et le chancellier Krechting, les trois plus importants dirigeants survivants de la « nouvelle Sion », sont torturés et exécutés sur la place du marché de Münster. Leurs cadavres sont exposés dans des cages suspendues au clocher de l'église Saint-Lambert. Les cages sont toujours exposées, bien que les ossements aient été retirés entretemps.

## Les conséquences
La révolte de Münster marque un tournant dans l’histoire du mouvement anabaptiste, qui n'aura plus jamais l'occasion d'assumer le pouvoir politique ou civil et adoptera des mesures strictes pour réprimer toute tentative en ce sens. Il est difficile de retracer l'histoire ultérieure du groupe en tant que corps religieux, compte tenu de la diversité des dénominations et des croyances.
Le mouvement des Batenburgers, disciples de Jan van Batenburg, conserve les vues millénaristes de l'anabaptisme de Münster, de même que le principe de la polygamie et de l'usage de la force contre les non-anabaptistes. Leur mouvement entre dans la clandestinité après la répression de la révolte de Münster, ses membres se présentant si nécessaire comme catholiques ou luthériens.
En août 1536 les dirigeants des différents groupes anabaptistes se réunissent à Bocholt dans une tentative de maintenir l'unité. La réunion comprend des adeptes de Batenburg, des survivants de Münster, David Joris et ses sympathisants, et les anabaptistes non-violents. Lors de cette réunion, les principaux différends entre les groupes sont le mariage polygame et l'usage de la force contre les non-croyants. David Joris propose un compromis en déclarant que le temps n'est pas encore venu pour se battre contre les autorités, et qu'il serait imprudent de tuer tous les non-anabaptistes. Les anabaptistes réunis acceptent ce compromis, mais la réunion n'empêche pas la fragmentation de l'anabaptisme.
Certains anabaptistes non-violents prennent comme chef Menno Simons et les frères Obbe et Dirk Philips, des dirigeants anabaptistes hollandais ayant répudié la pensée radicale des anabaptistes de Münster. Ce groupe prend le nom de Mennonites, rejetant toute utilisation de la violence et prêchèrent une foi basée sur l'amour de l'ennemi et la compassion.

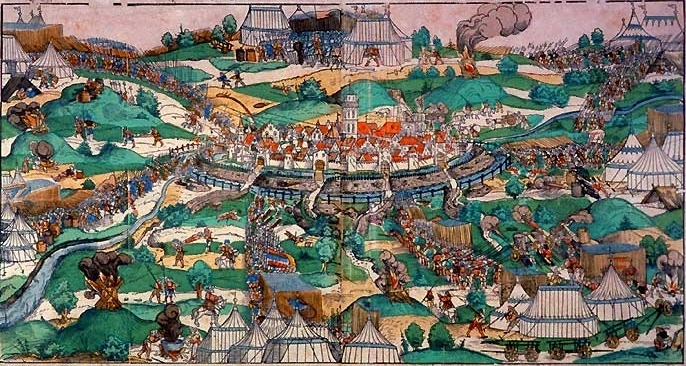
Siège de Münster
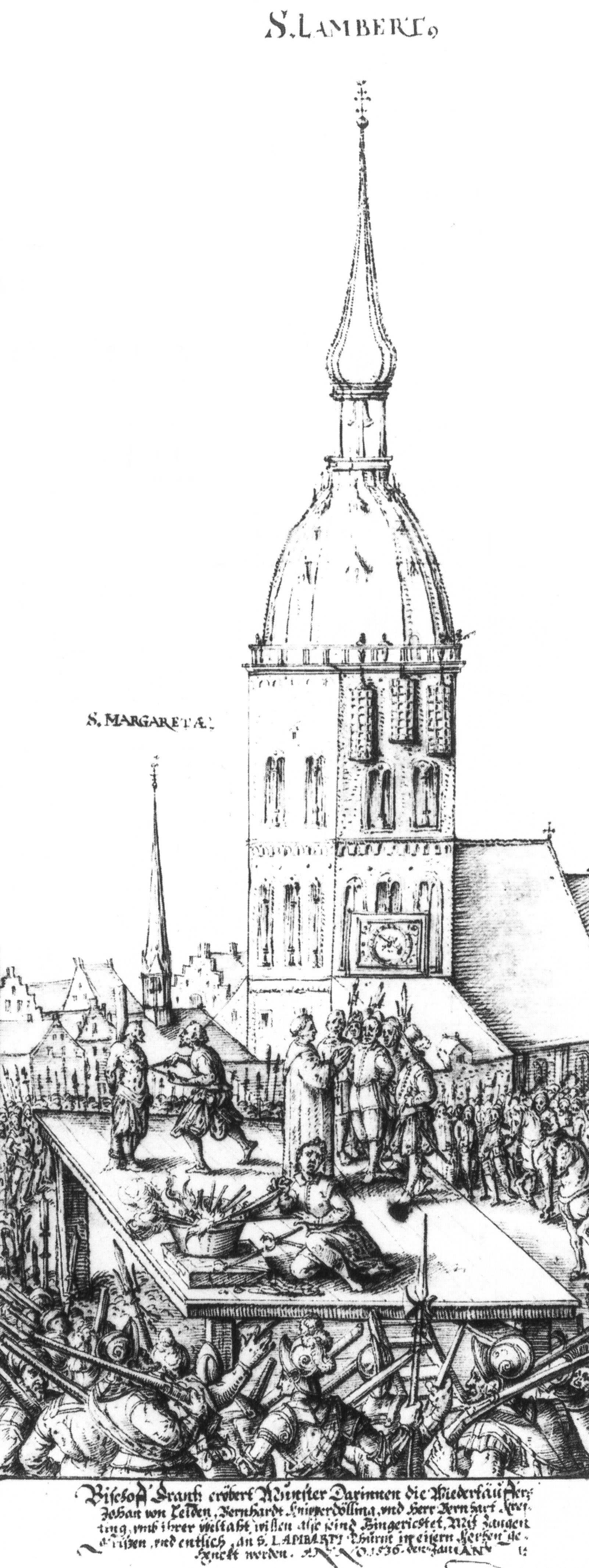
Exécution d'anabaptistes
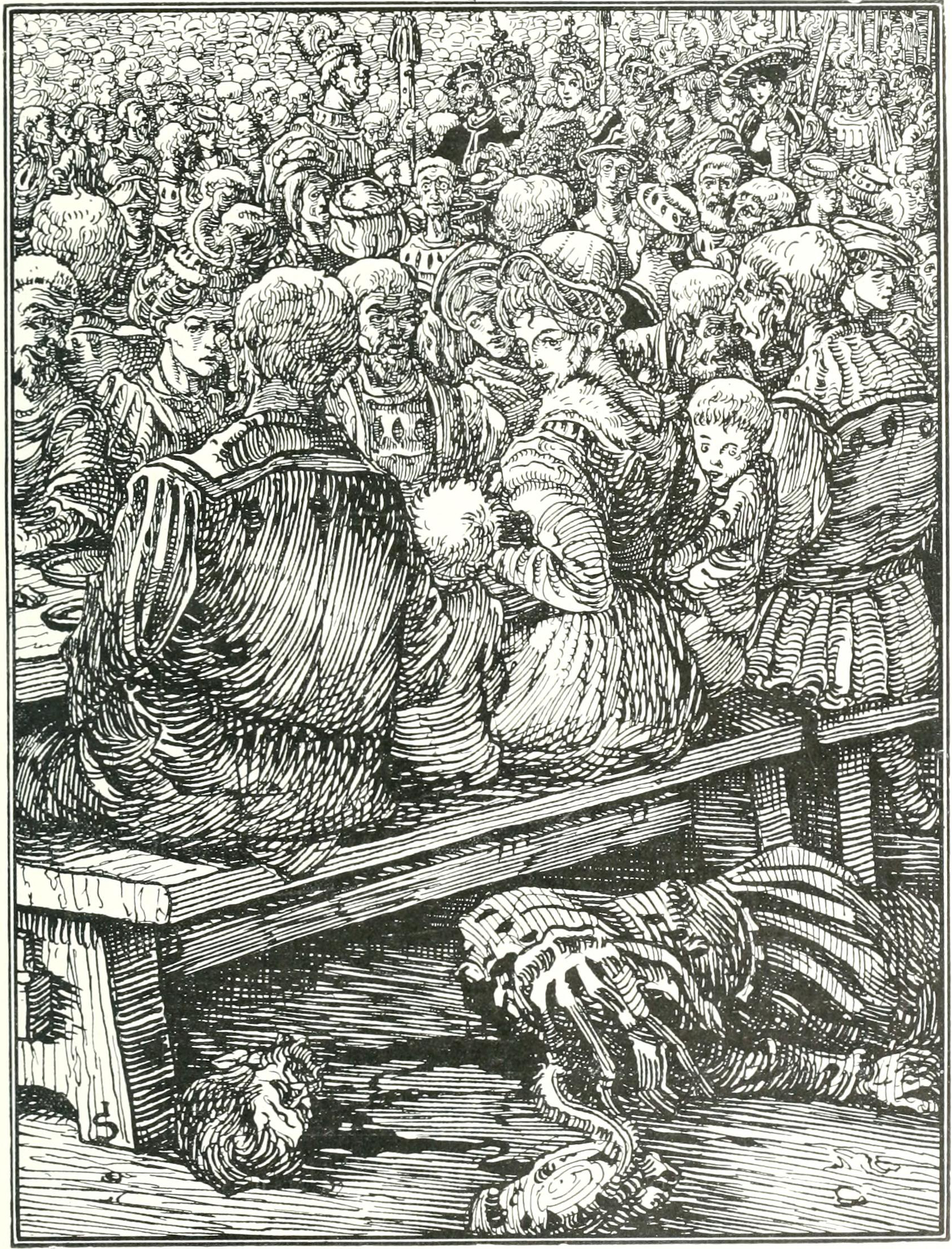
Repas collectif anabaptiste
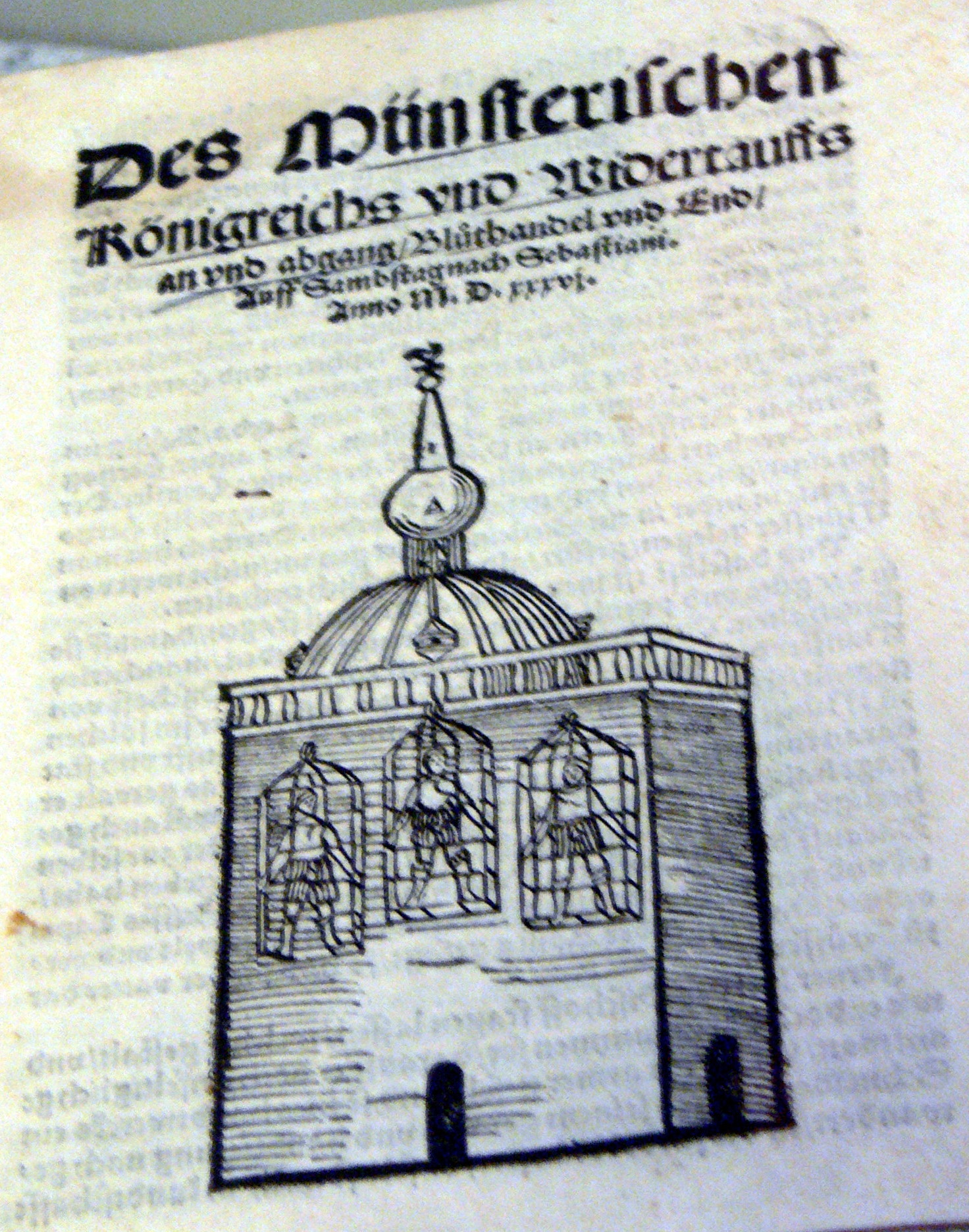
Anabaptistes encagés
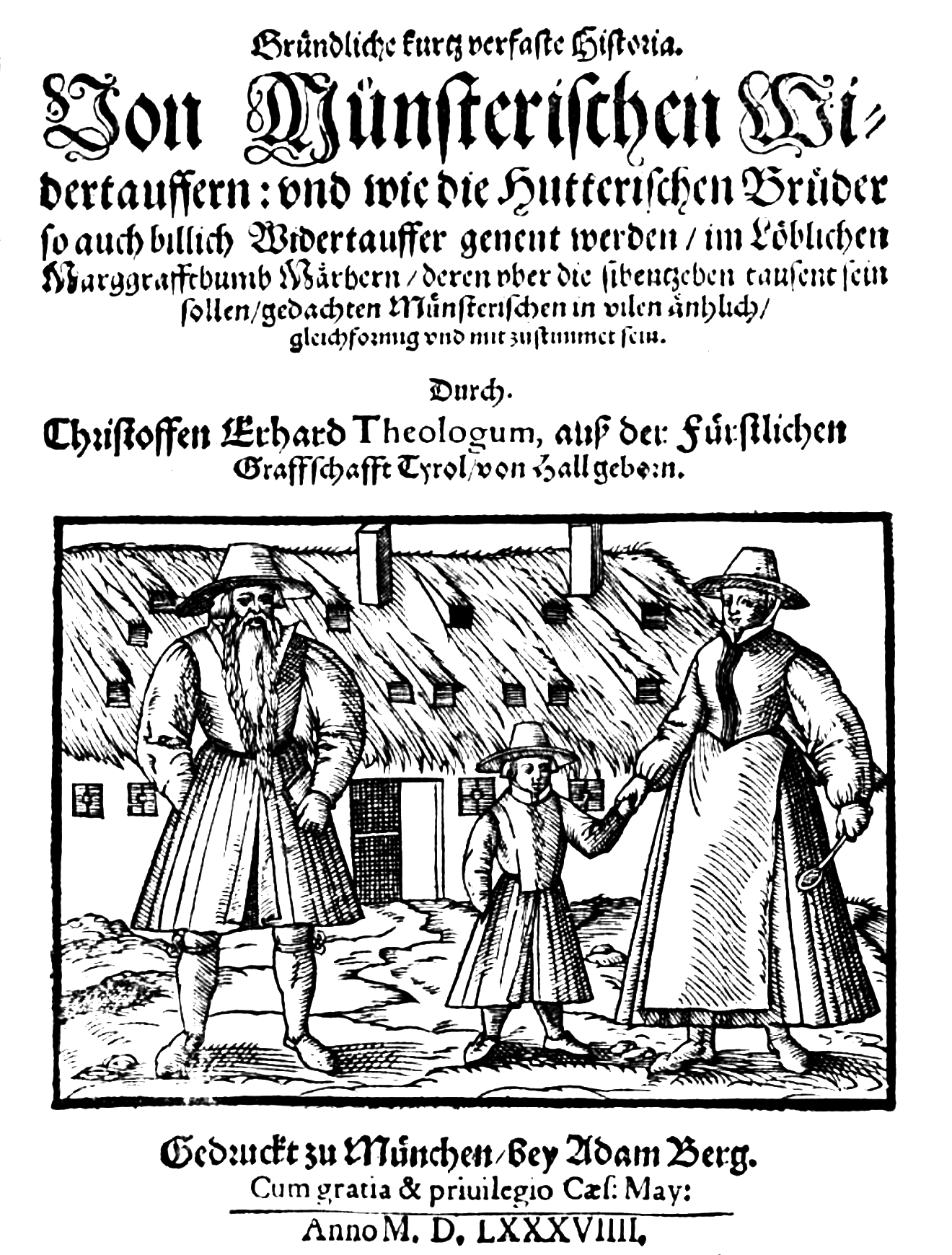
Christoph Erhard,Rebaptiseurs (1589)

## L'impact littéraire
Hors du commun, la révolte de Münster a frappé les esprits et inspiré maint ouvrage lyrique, littéraire ou cinématographique.

### Opéra et théâtre
- Le Prophète, opéra de Giacomo Meyerbeer (1849), livret de Eugène Scribe d'après l'Essai sur les mœurs et l'esprit des nations (1756) de Voltaire
- Die Wiedertäufer (Les Anabaptistes), pièce de théâtre de Friedrich Dürrenmatt (1967)

### Livres
- Le roi des derniers jours. L'exemplaire et très cruelle histoire des rebaptisés de Münster (1534-1535) par P. Barret/J-N Gurgand, Hachette, 1981, 395 p.  (ISBN 2-01-006194-2)
- The Unfortunate Traveller, or the Life of Jack Wilton de Thomas Nashe (1594) (lien projet Gutenberg)
- The Friends of God de Peter Vansittart, Éditions Macmillan, Londres, 1963 ; édité aux États-Unis sous le titre The Siege (Le Siège), Éditions Walker, New York, 1963
- L'Œuvre au noir de Marguerite Yourcenar,  Éditions Gallimard, 1968, prix Femina  (ISBN 978-2070367986)
- Q de Luther Blissett  (ISBN 0-15-101063-3), publié en Italie en 1999 par quatre membres du Luther Blissett Project. Le roman a été traduit en français sous le titre L'Œil de Carafa
- Perfection, par Anita Mason (en), Spinsters Ink Books (en), 2003
- Speak to Her Kindly: A Novel of the Anabaptists (Parlez-lui gentiment : un roman des anabaptistes) de Jonathan Rainbow, Éditions Pleasant Word, 2003  (ISBN 1-57921-590-4)

### Films
- Rules for a Film about Anabaptists de Georg Brintrup, Allemagne 1975-1976
- König der letzten Tage (Roi des derniers jours), série TV de Tom Toelle, Allemagne, 1993 (mini-série historique)
- La Chair et le sang de Paul Verhoeven

### Sources
- La base de cet article est l'article anglais de Wikipedia. Les faits ont été toutefois contrôlés au travers des sources suivantes, ce qui a pu conduire à des enrichissements :
- Sébastien Fath, "Anabaptisme, le soulèvement des convertis", revue SCIENCES HUMAINES, avril 2016, no 280, p. 40-43
- E.G. Léonard, Histoire générale du Protestantisme, tome 1, Presses Universitaires de France, Paris 1961, pages 187-188
- Article en anglais bien documenté sur le contexte historique: The Anabaptist Commune of Münster 1534 -1535, par Komnenos